# Гордон Стракан
Гордон Дејвид Стракан (енгл. Gordon David Strachan; 9. фебруар 1957) бивши је шкотски фудбалер. Након играчке каријере ради као фудбалски тренер.

## Kаријера
Током каријере играо је за Данди, Абердин, Манчестер јунајтед, Лидс јунајтед и Ковентри Сити. Одиграо је укупно 628 званичних мечева и постигао 138 голова. Проглашен је најбољим фудбалером у Енглеској за сезону 1990/91. Члан је фудбалске Куће славних Шкотске. Године 1996, још увек као играч Ковентрија, постављен је за менаџера тима, задржавши функцију до 2001. године, када је Ковентри испао из Премијер лиге. Потом је преузео Саутемптон, а од 1. јуна 2005. наследио је Мартина О'Нила на месту тренера Селтика. Током четири сезоне на челу тима, три пута је освојио шкотско првенство, два пута Лига куп и једном Куп Шкотске. Био је тренер Мидлсброа и селектор Шкотске.
За фудбалску репрезентацију Шкотске одиграо је 50 утакмица и постигао пет голова. Са репрезентацијом је био учесник на два Светска првенства, 1982. у Шпанији и 1986. у Мексику. Дана 13. јуна 1986, на утакмици групне фазе Светског првенства 1986. године између Шкотске и Уругваја, на Стракана је жестоко стартовао играч Уругваја Хосе Батиста, који је добио црвени картон после мање од једног минута игре. То је и дан данас рекорд на Светским првенствима за најбрже добијени црвени картон.